# Pideksa
Pideksa is een bestuurslaag in het regentschap Wonogiri van de provincie Midden-Java, Indonesië. Pideksa telt 1808 inwoners (volkstelling 2010).